# ヴェリコ・タルノヴォ
ヴェリコ・タルノヴォ（Veliko Tarnovo (ブルガリア語: Велико Търново, 発音 [vɛˈliko ˈtɤrnovo]; "Great Tarnovo")）は、ブルガリア北東部の町、およびそれを中心とした基礎自治体。ヴェリコ・タルノヴォ州の州都である。町はヤントラ川沿いに広がり、第二次ブルガリア帝国の首都として多くの観光資源で知られている。

## 呼称と表記
かつてはタルノヴォ (Търново) と呼ばれていたが、1965年に「大」を意味するヴェリコ (Велико) を冠しヴェリコ・タルノヴォと改称された。ラテン文字への転写方法としては Veliko Turnovo と表記されることもある。また、トルコ語での呼称は、ヴェリコ・トゥルノヴォ (Veliko Tırnovo) であり、オスマン帝国時代の呼称はトゥルノヴァ (Tırnova) である。日本語においては、大タルノヴォ、ヴェリコタルノヴォ、ベリコタルノボ、ヴェリコ・トゥルノヴォ等の表記も見られる。ヴェリコ・タルノヴォは大相撲元大関である琴欧洲の出身地であるが、日本相撲協会による表記はベリコタロノボとなっている。

## 歴史

### 古代

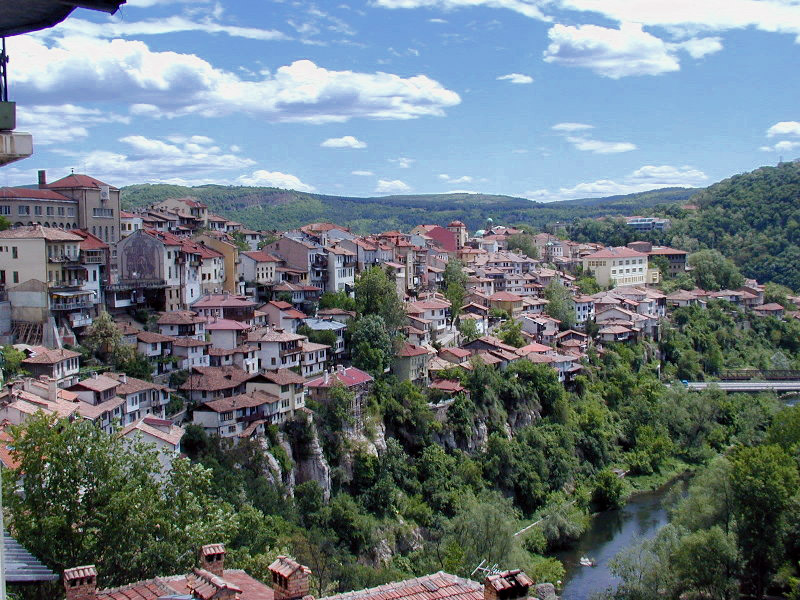
ヴェリコ・タルノヴォの歴史地区

ヴェリコ・タルノヴォはブルガリアでも最古の集落の一つであり、5千年紀を超える歴史を有する。この地域に人間が居住していた最古の痕跡は紀元前3千年紀のものである。

### 中世
ヴェリコ・タルノヴォは12世紀から14世紀にかけてブルガリアで最も強固な要塞として成長し、ブルガリア帝国の首都としてその政治、経済、文化、宗教の最重要拠点となった。14世紀に東ローマ帝国が弱体化すると、タルノヴォは、そのバルカン半島およびスラヴ系正教会圏に対する重要性から、第3のローマを称した。

### オスマン帝国統治時代

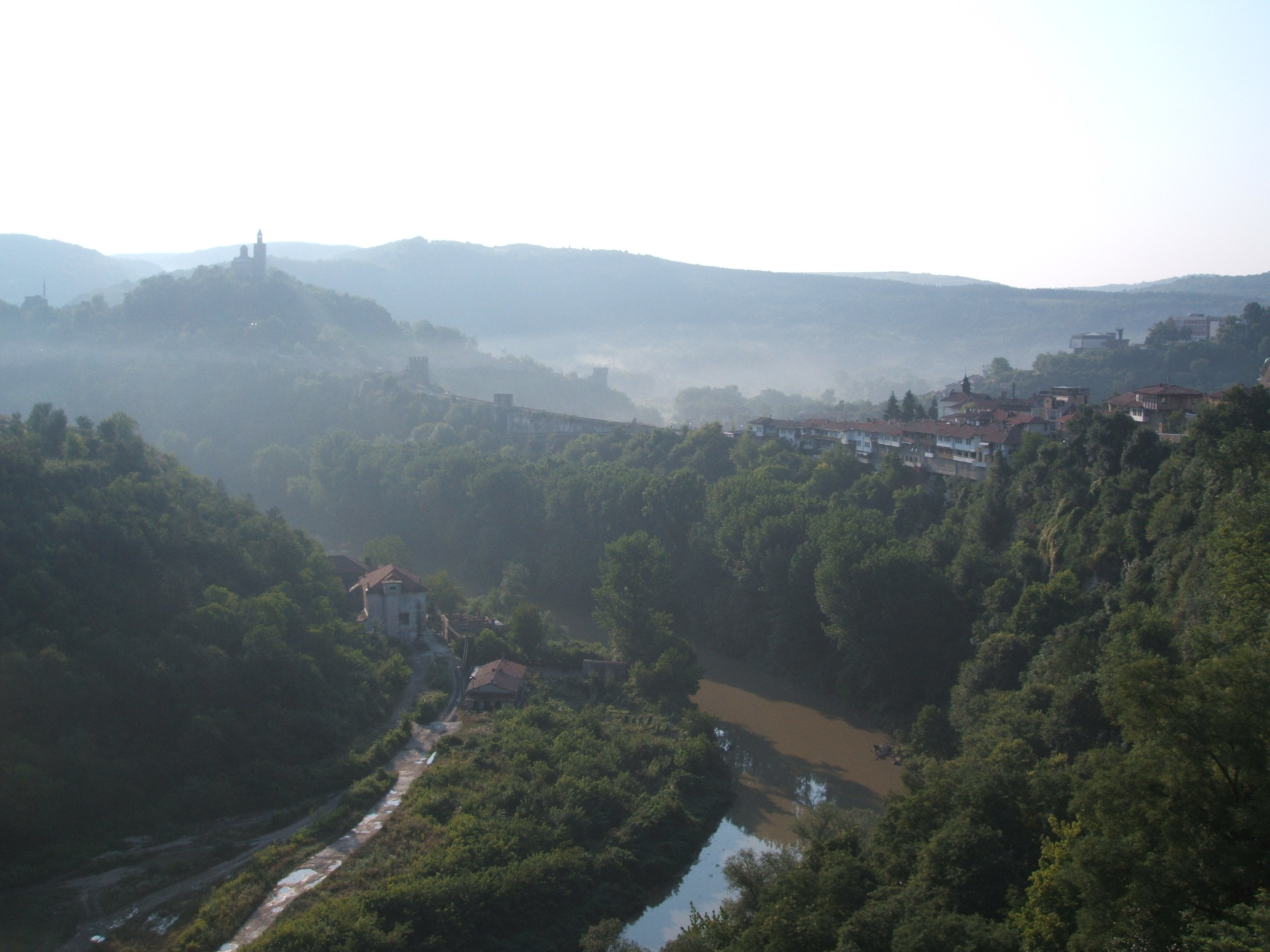
ヴェリコ・タルノヴォと取り巻く山々の朝。

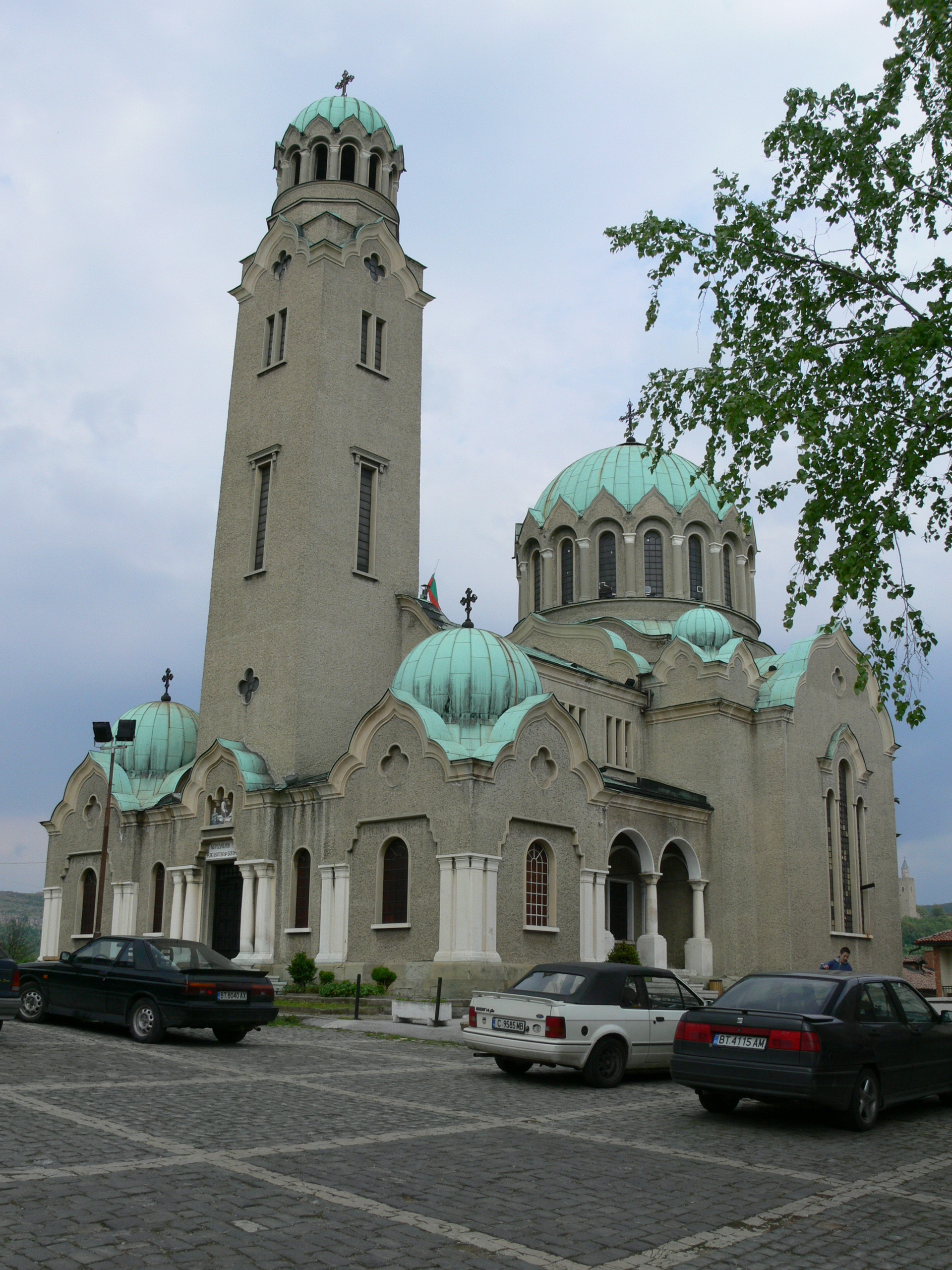
コリュ・フィチェトによる生神女誕生大聖堂（1844年建立、1913年再興）

町は2百年にわたって繁栄と発展を続けた。町の政治的・精神的な発展は1393年、オスマン帝国による3箇月にわたる包囲の後の陥落によって停止し、ブルガリア帝国全土は侵入したオスマン帝国の征服者によって荒廃した。中世のブルガリアで、町や村、教会や修道院の多くが焼かれ、灰と化した。
ヴェリコ・タルノヴォは中世にはブルガリア語でトゥルノヴグラト (Търновград / Tarnovgrad) と呼ばれ、1598年（第一次タルノヴォ蜂起、en）と1686年（第二次タルノヴォ蜂起、en）の2回の対オスマン帝国武装蜂起の場となったが、いずれもブルガリア解放を実現することはできなかった。
トゥルノヴグラトはその後も19世紀までオスマン帝国支配下に置かれ続けた。19世紀にはブルガリア民族復興運動によって民族意識が喚起され、強力な抵抗運動へと繋がっていった。ブルガリアの独立国家と独立教会たるブルガリア正教会を復活させる考えは、1875年と1876年の蜂起へと結びついた。1876年4月23日の4月蜂起（en）はオスマン帝国によるブルガリア支配の終焉の始まりであった。これは後の露土戦争へと繋がっていった。

### ブルガリア解放後
1877年7月7日、ロシアの将軍ヨシプ・ヴラジーミロヴィチ・グルコ (Иосиф Владимирович Ромейко-Гурко / Joseph Vladimirovich Gourko) によってタルノヴォは解放され、480年に及んだオスマン帝国による支配に終止符が打たれた。1878年にはベルリン条約によってブルガリアの北東部を領土とするブルガリア公国が認められ、タルノヴォはドナウ川からバルカン山脈にかけて広がるブルガリア公国の首都となった。
1879年4月17日、ブルガリア初の国会がヴェリコ・タルノヴォで召集され、タルノヴォ憲法（en）として知られるブルガリア初の憲法を議決した。その主要な内容はブルガリアの首都をソフィアへと移転することであり、以降今日までブルガリアの首都はソフィアとなっている。
フェルディナントは、1908年10月5日のヴェリコ・タルノヴォの完全独立宣言の場所としてヴェリコ・タルノヴォの「40人の致命者聖堂」を選んだ。
1965年、町はその豊かな歴史と重要性を記念し、公式にタルノヴォからヴェリコ・タルノヴォへと改称された。

## みどころ
ブルガリアの代表的な旅行先であるヴェリコ・タルノヴォには、豊かな歴史的建造物や造形が見られる。ツァレヴェツ丘 (Царевец / Tsarevets) の上にあるツァレヴェツ城址はかつてのブルガリア皇族や総主教の住まいがあった。トラペジツァ (Трапезица / Trapezitsa) は町の内側にある第2の要塞であり、ヤントラ川右岸に位置している。その他の見所としては、テッサロニキの聖デメトリウス聖堂、40人の致命者聖堂、民族復興様式の建築群、トルコ時代の郡役場コナクであった場所にニコラ・フィチェフにより建てられたかつての国会議事堂、この地方から見つかった古代の遺物を収集した考古学博物館、民族復興期に多くの職人が集まり、今日もその家々と工房がそのまま保存されている古い商店街、民族復興期の絵画を集めたサラフキナ邸、聖コンスタンティン・エレナ聖堂などがある。

## 写真

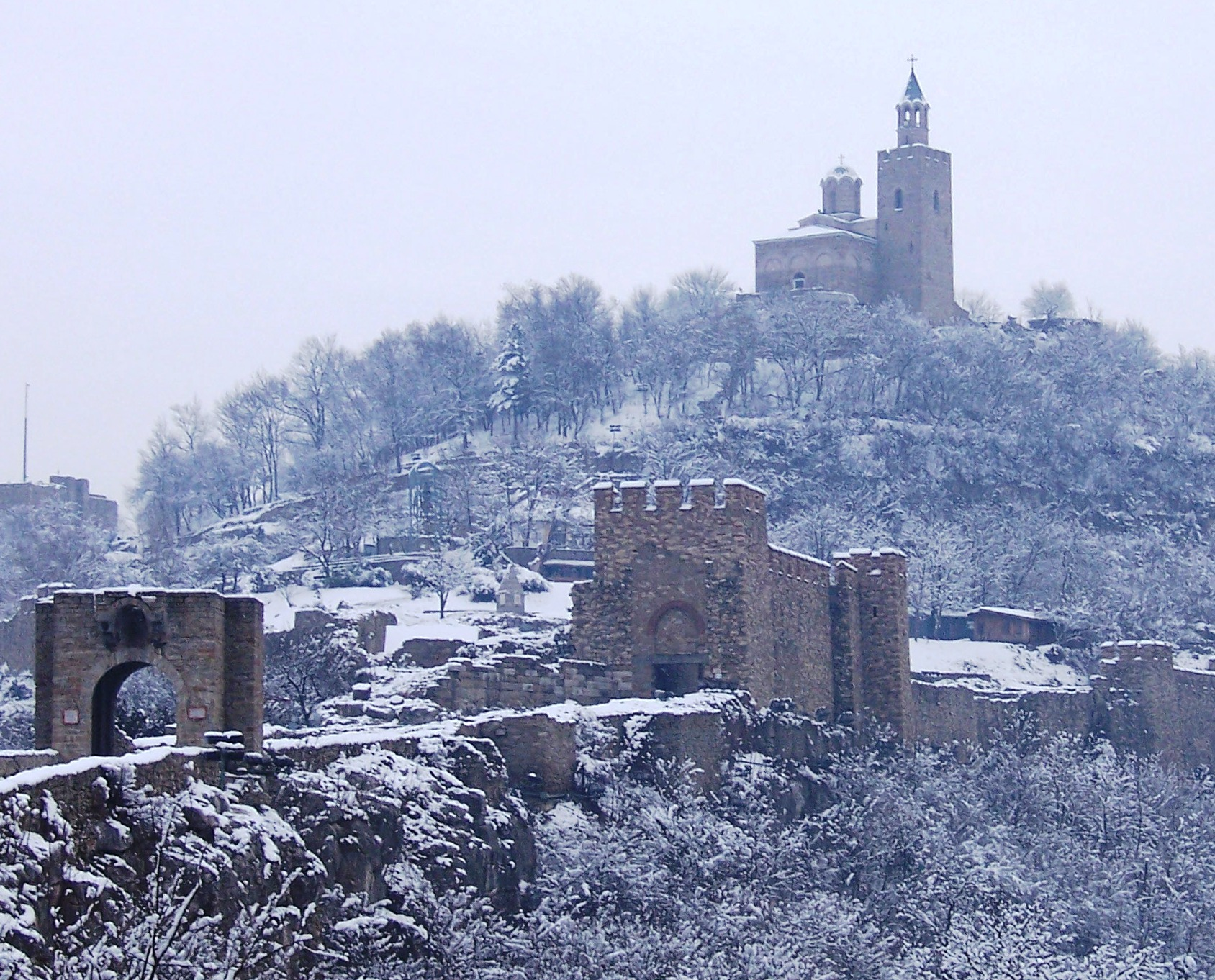
雪景色の要塞
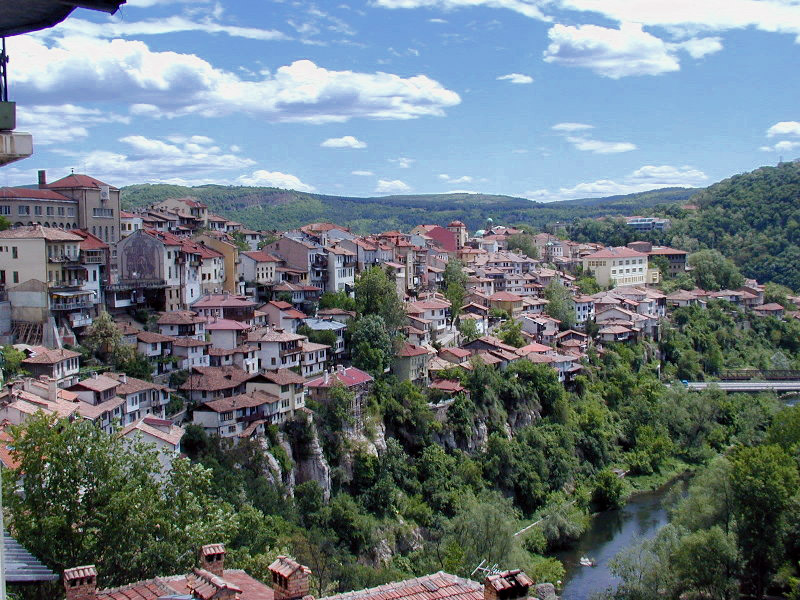
歴史地区
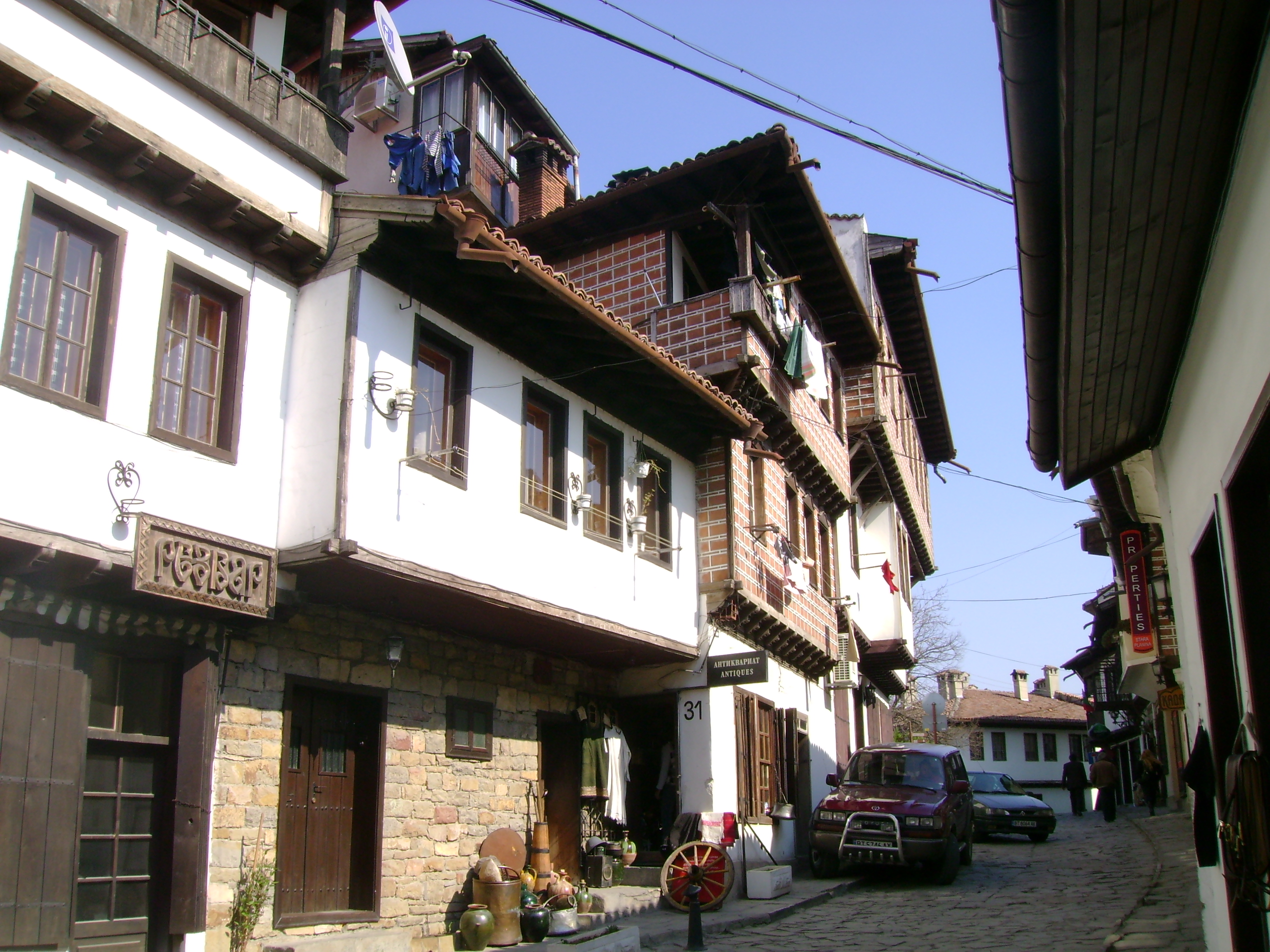
旧市街

## 町村
ヴェリコ・タルノヴォ基礎自治体 (Община Велико Търново) には、その中心であるヴェリコ・タルノヴォをはじめ、以下の町村（集落）が存在している。
- Арбанаси
- Балван
- Беляковец
- Бижовци
- Бойчеви колиби
- Бойчовци
- Бочковци
- Бояновци
- Буковец
- Велико Търново
- Велчево
- Ветринци
- Виларе
- Водолей
- Войнежа
- Вонеща вода
- Въглевци
- Върлинка
- Габровци
- Гащевци
- Големаните
- Горановци
- Горен Еневец
- Дебелец
- Деветаците
- Дечковци

- Димитровци
- Димовци
- Дичин
- Долен Еневец
- Долни Дамяновци
- Дунавци
- Емен
- Ивановци
- Илевци
- Йовчевци
- Килифарево
- Кисьовци
- Кладни дял
- Клъшка река
- Къпиново
- Лагерите
- Леденик
- Малки Чифлик
- Малчовци
- Миндя
- Мишеморков хан
- Момин сбор
- Нацовци
- Никюп
- Ново село
- Пирамидата

- Плаково
- Пожерник
- Поповци
- Присово
- Продановци
- Пушево
- Пчелище
- Пъровци
- Радковци
- Райковци
- Ресен
- Русаля
- Самоводене
- Самсиите
- Сеймените
- Семковци
- Суха река
- Сърненци
- Терзиите
- Тодоровци
- Хотница
- Церова кория
- Шемшево
- Шереметя
- Шодековци
- Ялово

## ゆかりの人物

### ヴェリコ・タルノヴォで出生
- タルノヴォの聖エフティミイ (Свети Евтимий Търновски / Sveti Evtimiy Tarnovski, en, c. 1325–c. 1403) : 主教
- ゲオルギ・ツァンブラク (Григорий Цамблак / Gregory Tsamblak, en、c. 1365–1420): キエフ府主教
- ペトコ・スラヴェイコフ (Петко Рачов Славейков / Petko Slaveykov, en、1827–1895) : 作家、政治家
- ステファン・スタノボヴォフ (Стефан Николов Стамболов / Stefan Stambolov, en, 1854–1895) : 政治家、ブルガリア首相
- ヴァシル・ズラタルスキ (en, 1866–1935) 歴史家
- ヴェセラ・レチェヴァ (en、1964-) スポーツ選手、政治家
- クラシミール・バラコフ  (1966-) サッカー選手
- マリア・イリエヴァ (1977-) 歌手
- 琴欧洲勝紀（カロヤン・ステファノフ・マハリャノフ）(1983-) 大相撲力士

### ヴェリコ・タルノヴォで死去
- 聖サヴァ (Свети Сава, Sveti Sava, en, c. 1175–c. 1236) : セルビア初の大主教
- バチョ・キロ (en, 1835–1876) : 革命家、教師、作家
- ドブリ・ヴォイニコフ (en, 1833–1878) 文化人
- コリュ・フィチェト (en, 1800–1881) 建築家

### ヴェリコ・タルノヴォに在住
- トリフォン・イヴァノフ (Трифон Иванов / Trifon Ivanov、en、1965-) サッカー選手

## 姉妹都市
ヴェリコ・タルノヴォの姉妹都市は次の通り:
- バイヨンヌ、フランス
- クラクフ、ポーランド
- ニシュ、セルビア
- オフリド、マケドニア共和国
- セレス（en、ギリシャ
- ショプロン、ハンガリー
- トレド、スペイン
- トヴェリ、ロシア
- Colonia Tovar、ベネズエラ
- Tarxien、マルタ